# Silke Lackner
Silke Lackner (* 16. Juni 1978 in Wels) ist eine österreichische Politikerin (FPÖ) und Magistratsbeamtin. Lackner ist seit 2009 Abgeordnete zum Oberösterreichischen Landtag.

## Ausbildung und Beruf
Lackner besuchte zwischen 1984 und 1988 die Volksschule in Scharten bzw. die Volksschule Wels VS11. Danach besuchte sie von 1988 bis 1989 das WiKu Realgymnasium Wels, wechselte jedoch danach bis 1992 an die Private Mädchenhauptschule Wels. Im Anschluss absolvierte Lackner zwischen 1992 und 1997 die Handelsakademie I in Wels und absolvierte danach von 1997 bis 2007 ein Studium der Sozialwirtschaft an der Universität Linz. Lackner schloss 2007 ihr Studium mit dem akademischen Grad Mag. rer. soc. oec. ab und studiert seitdem im Doktoratsstudium Sozial- und Wirtschaftswissenschaften. 
Lackner absolvierte zwischen 1993 und 2000 diverse Praktika und arbeitete von 1996 bis 2002 teilzeit in verschiedenen Branchen. Seit 2002 ist sie als Beamtin beim Magistrat der Stadt Wels beschäftigt. 

## Politik
Lackner ist seit 1998 Mitglied des Rings Freiheitlicher Jugend (RFJ) und wurde 2000 in den Bezirksvorstand der RFJ Wels gewählt. Zudem trat sie 2000 der FPÖ bei und wurde Mitglied der Stadtparteileitung Wels. Lackner ist seit 2002 Landesvorstandsmitglied der Initiative Freiheitlicher Frauen (IFF) und übernahm 2003 die Funktion der Bezirkssprecherin der IFF in Wels Stadt und Land. Seit 2003 ist sie zudem Landesobfrau-Stellvertreterin der IFF Oberösterreich. Lackner war zwischen 2003 und 2005 Landesobfrau des Rings Freiheitlicher Studenten und 2005 zudem Landesvorstandsmitglied des RFJ Oberösterreich. 
Lackner ist seit 2006 Mitglied der FPÖ-Landesparteileitung und wurde 2007 zur Bezirksparteiobmann-Stellvertreterin der FPÖ Wels-Stadt gewählt. Sie seit 23. Oktober 2009 Abgeordnete zum Oberösterreichischen Landtag und Bereichssprecherin für Bildung, Jugend, Sport sowie Innerer Dienst.

## Auszeichnungen
- 2022: Goldenes Ehrenzeichen des Landes Oberösterreich[1]